# Удеман, Луис

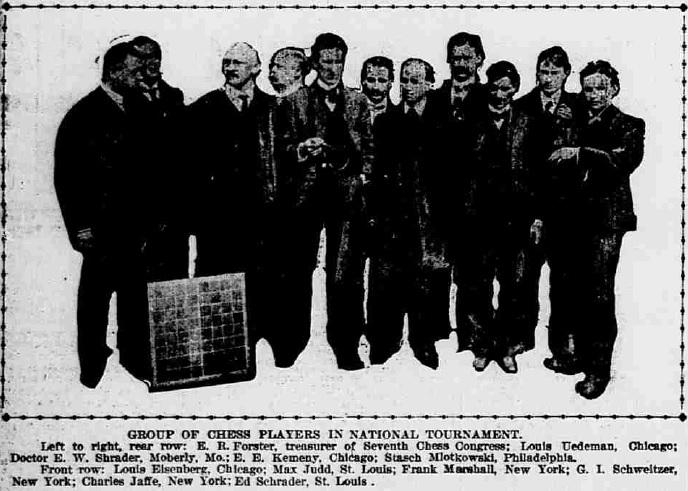
7-й американский шахматный конгресс. Слева направо: Л. Айзенберг, Э. Форстер (казначей конгресса), М. Джадд, Л. Удеман, Ф. Маршалл, Ю. Шрадер, Дж. Швитцер, Э. Кемени, Ч. Яффе, С. Млотковский, Э. Шрадер

Луис Франц Генрих Антон Удеман (англ. Louis Franz Heinrich Anton Uedemann; 10 января 1854 — 22 ноября 1912) — американский шахматист.
Участник 7-го американского конгресса (1904) в Сент-Луисе, где занял 3-е место. Победитель открытых чемпионатов США 1900 и 1902 гг. (тогдашнее официальное название соревнования — турнир Западной шахматной ассоциации).
Разработал код для передачи ходов в соревнованиях по телеграфу или радио.